# Casa de Alba
A Casa de Alba (em castelhano:  Casa de Alba) é uma importante família aristocrática espanhola que deriva da nobreza moçárabe do século XII, da pós-conquitada Toledo. A família afirma descender de Álvarez de Toledo, que em 1429 foi nomeado senhor da cidade de Alba de Tormes. Em 1492, um membro dessa família, o segundo duque de Alba, assinou a capitulação da cidade no Tratado de Granada.

Carlos, 19º Duque de Alba e atual chefe da Casa de Alba

Don Fernando Álvarez de Toledo y Pimentel, 3.º duque de Alba, recebeu o título do governador geral das Terras Baixas Espanholas durante o século XVI. A prima do terceiro duque era Eleanor de Toledo, que casou-se com Cosmo I de Médici, grão-duque da Toscana. Por sua neta Maria de Médici, ela tornou-se ancestral de muitas cabeças coroadas e herdeiros aparentes da Europa. Seus descendentes incluem o rei Filipe VI de Espanha, o grão-duque Henrique de Luxemburgo e o príncipe Guilherme, duque de Cambridge.
Em 1802, Maria Cayetana de Silva, 13.ª duquesa de Alba, morreu sem descendentes e seus títulos foram herdados por um parente, Carlos Miguel Fitz-James Stuart, 14.º duque de Alba. Então, o Ducado de Alba passou à Casa de Fitz-James, que assumiu o patrimônio da Casa de Alba.
A chefe da Casa de Alba até 20 de novembro de 2014 era Cayetana Fitz-James Stuart, 18.ª duquesa de Alba. Ela manteve o título, no Guinness Book of Records, de maior quantidade de títulos de nobreza, com mais de 40 títulos.
O atual chefe da Casa de Alba é Carlos Fitz-James Stuart, 19.º Duque de Alba, que sucedeu à sua mãe em 20 de novembro de 2014.

## Patrimônio e a Fundação Casa de Alba

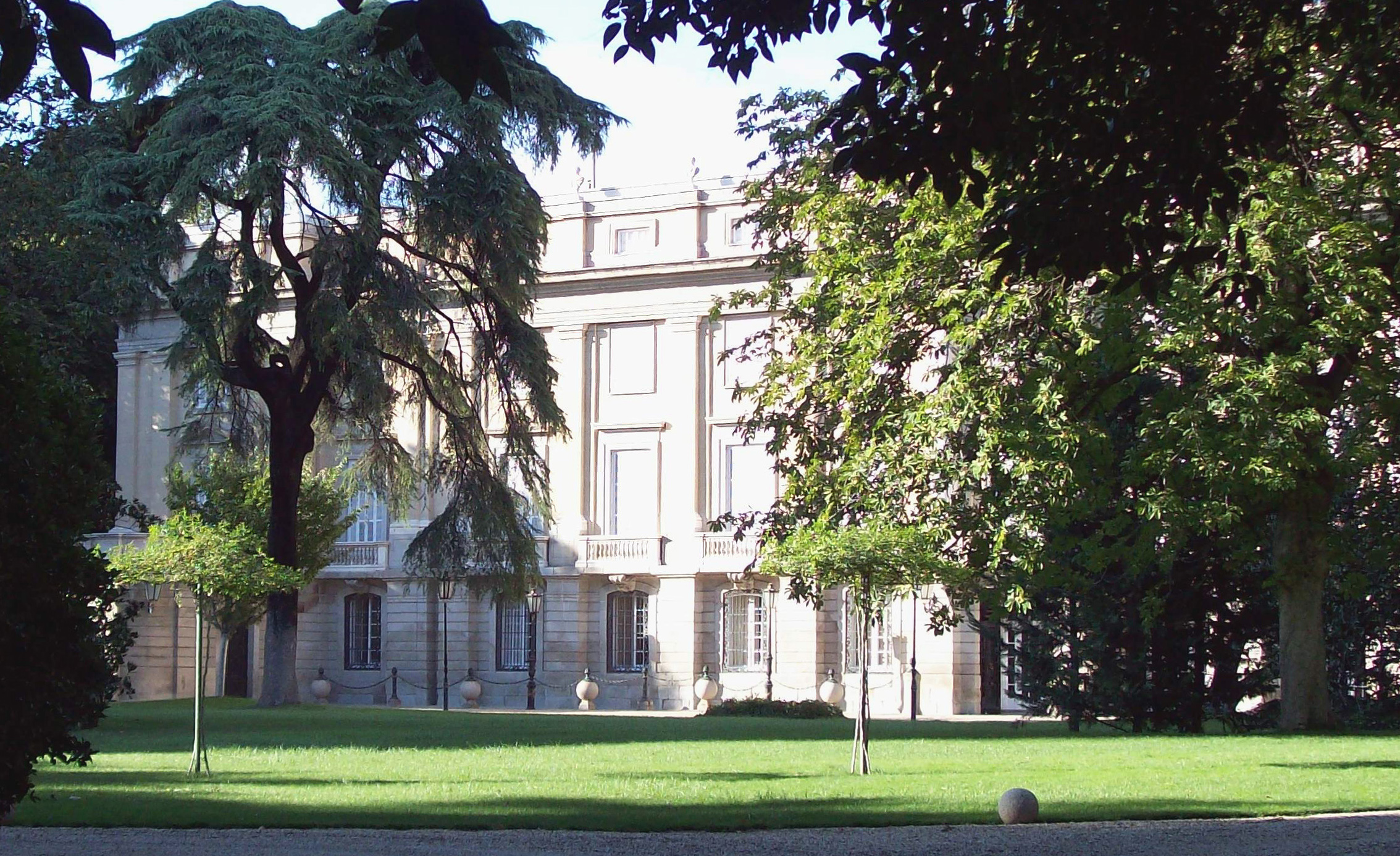
O Palácio de Liria, residência oficial do Duque de Alba

Em maio de 1975, Cayetana criou a Fundação Casa de Alba para gerenciar o patrimônio da Casa de Alba, que incluiu, entre outros bens: 
- os palácios de Liria, Monterrey e Dueñas;
- mais de 50 títulos nobiliárquicos, alguns com Grandeza de Espanha;
- uma coleção de obras de arte que foi iniciada pelo no século XVI;
- milhares de hectares de terras.

No site oficial (ver abaixo em "ligações externas") a Fundação é assim descrita: "A Fundação Casa de Alba é uma instituição espanhola dedicada à conservação, manutenção e difusão do patrimônio da Casa de Alba". 

## Linha sucessória
Após a morte de Carlos, a chefia da Casa de Alba passará para seu filho mais velho, Fernando, que assumirá como XX Duque de Alba. 
Atualmente, em maiso de 2021, os seis primeiros na linha sucessória são: 
1. Fernando Fitz-James Stuart, XV Duque de Huéscar, filho primogênito de Carlos Fitz-James Stuart, 19º Duque de Alba e atual chefe da Casa de Alba;
2. Rosário Fitz-James Stuart Palazuelo, filha mais velha de Fernando Fitz-James Stuart, XV Duque de Huéscar, nascida em 2020; [4]
3. Carlos Arturo Fitz-James Stuart , segundo filho de Carlos Fitz-James Stuart, 19º Duque de Alba;
4. Alfonso Martínez de Irujo y Fitz-James Stuart, Duque de Aliaga, segundo filho de Cayetana, 18ª Duquesa de Alba, e irmão mais velho de Carlos, 19º Duque de Alba;
5. Luis Martínez de Irujo y Hohenlohe, primeiro filho de Alfonso Martínez de Irujo y Fitz-James Stuart;
6. Javier Martínez de Irujo y Hohenlohe, segundo filho de Alfonso Martínez de Irujo y Fitz-James Stuart.

Seguem na linha os demais filhos de Cayetana e seus descendentes. Além disto, Fernando deverá ser pai no outono de 2020, o que alterará a linha de sucessão a partir da 2ª posição.